# Francisco Xavier Torres Junior
Francisco Xavier Torres Junior (Fortaleza, 3 de março de 1803 - Rio de Janeiro, 25 de março de 1873) foi um militar do Exército Português e do Exército Brasileiro. 

## Biografia
Popularmente conhecido como Brigadeiro Torres, foi um militar veterano das guerra da independência do Brasil, que serviu por quase quarenta e cinco anos as forças armadas terrestres luso-brasileiras e atingiu a patente de Brigadeiro, hoje equivalente a General de brigada. 
Filho do Governador do Ceará Francisco Xavier Torres e de sua esposa Ana Teodora Torres, nasceu em 3 de março de 1803, em Fortaleza, capital da antiga Capitania do Ceará Grande.
Já na patente de alferes, aclamou publicamente fidelidade a Dom Pedro IV, após o Dia do Fico, junto ao seu pai.
Proclamada a Independência do Brasil, por ordem do Império, foi remetido por seu pai, para integrar da “Força Auxiliadora”, tropa cearense, que foi lutar na Guerra de Independência do Brasil, a qual foi desenvolvida no Piauí e no Maranhão. Obteve seu batismo de fogo na Batalha do Jenipapo.
Combateu contemporaneamente ao futuro Duque de Caxias, Antônio de Sampaio, que foi seu comandado quando era furriel do 22o. Batalhão de Caçadores, e muito depois viria a ser o patrono da Infantaria do Exército Brasileiro e de outros veteranos das guerras deste período.
Participou da derrota imposta à Confederação do Equador.
No posto de Major, sob o comando do Brigadeiro Pedro Labatut, em Icó, liderou as tropas legalistas que controlaram a Abrilada no Ceará, e integrou a derrota sobre as forças de Joaquim Pinto Madeira, que foi sentenciado a morte e executado por fuzilamento.
Aos 18 de outubro de 1835, ainda na patente de Major, desembarcou sua tropa de 90 (noventa) soldados, da escuna “Dona Francisca”  tomou a vila de Turiaçu, e participou da derrota imposta à rebelião que tomou o nome de Cabanagem em Viseu, Bragança, Ourém até Belém do Pará.
Após, no Maranhão, reprimiu e participou da derrocada sobre nova revolta, a qual foi denominada  Balaiada.
Chefiou a "Sedição de Sobral", em 1840. Foi julgado e absolvido.
Comandou várias unidades militares no Nordeste, Norte Brasileiro, e a Fortaleza de Santa Cruz, na entrada da Baía de Guanabara em Niterói, no Rio de Janeiro.
Participou da Guerra contra Oribe e Rosas, cruzando a fronteira no Rio Pardo próximo a São Gabriel no Rio Grande do Sul com a Argentina e da ocupação de Buenos Aires.
Reformou-se e faleceu em 25 de março de 1873, no posto de Brigadeiro, no Rio de Janeiro, onde está sepultado no Cemitério São João Batista.

## Homenagens
Em sua homenagem, Brigadeiro Torres e ao seu tronco da família, Braga Torres, estão nomeados ao menos três logradouros públicos em Fortaleza, nos bairros Moura Brasil e Henrique Jorge (antigo Sítio do Pici). Em vida, aforou e cedeu terrenos a vários bairros e instituições da cidade, tal como o Lazareto.
Condecorado com a medalha de ouro pela Campanha Cisplatina, a Ordem da Rosa e a Imperial Ordem de Nosso Senhor Jesus Cristo.

## Relações de amizade e familiares
Manteve, segundo a imprensa carioca, (JORNAL DO COMMERCIO, op. cit.) até a velhice, sua amizade com o Duque de Caxias.
Casou-se com Maria Pinto Braga Torres, nascida em Sobral com que teve dez filhos: Pedro, Antonietta, casada com o General Dionísio Evangelista de Castro Cerqueira; Francisca, que se casou com o senador Joaquim Antônio da Cruz, Anna Augusta; que se casou com o escritor Domingos Olímpio; Maria Lydia; Marianna; Francisco; Domingos Guilherme; José Elizário e Maria Nazareth. É avô de Eurico Cruz e bisavô de Benjamin Eurico Cruz.